# TEXT + KRITIK
TEXT + KRITIK is een vaktijdschrift over de Duitse literatuur dat eens per kwartaal verschijnt. Het werd in 1963 opgericht door Heinz Ludwig Arnold, die tot 2011 de leiding had over de uitgeverij edition text + kritik. Er is een achtkoppige vaste redactie die bij tijd en wijle wordt aangevuld met een of meerdere gastredacteuren.